# Cynthia Lennon
Cynthia Lillian Lennon Charles (nascida Powell; Blackpool, 10 de setembro de 1939 — Maiorca, 1 de abril de 2015) foi uma artista plástica,  empresária e escritora britânica, conhecida por ter sido a primeira mulher de John Lennon. Em virtude dessa união também ficou conhecida como Cynthia Lennon. Mesmo após seu divórcio, continuou a possuir e utilizar o nome "Lennon", em solidariedade a Julian, seu filho com John.
Em 1958, John Lennon conheceu Cynthia Powell na faculdade Liverpool College of Art, e ficou imediatamente atraído pela semelhança dela com a atriz Brigitte Bardot. Lennon viajava muito e sempre se comunicava com sua paixão por cartas. Em 1962, após quatro anos de namoro, foram morar juntos em Londres. Em 8 de abril de 1963 teve seu único filho, nascido em Liverpool: Julian Lennon. Cynthia e John casaram-se oficialmente naquele mesmo ano, em 23 de agosto. Sua união com John sempre foi motivo de desespero para Brian Epstein, agente musical de John, já que um "Beatle" era um objeto de desejo das jovens adolescentes, e John ser casado era retirar essa possibilidade de fazer mais sucesso na carreira. Porém, em 1968 o casamento já estava desgastado devido as constantes brigas por ciúmes[carece de fontes?]. Neste ano, John conheceu a artista plástica japonesa Yoko Ono, passando a se relacionar com ela. Ela então saiu de casa, e o casal se divorciou.
Cynthia publicou dois livros de memórias de sua vida com John, John e A Twist of Lennon em que conta os momentos pessoais com o marido, relatando grande parte da vida com o artista antes da fama e logo no início da Beatlemania. Relatou sempre ter sofrido com a ausência de John e dizia que as drogas "abriram um abismo" entre os dois". Próxima do fim da vida, surpreendeu amigos e fãs ao confessar que, se soubesse das consequências que a paixão por Lennon acarretaria, teria "dado meia-volta e se afastado dele para sempre".
Depois do fim do casamento com Lennon ela voltou a casar-se por mais três vezes. Devido a seus casamentos com homens estrangeiros, morou em diversos países, como: País de Gales, Irlanda e Espanha.
Cynthia estava viúva de seu quarto marido desde 2013, e vivia sozinha nas Ilhas Baleares. Faleceu em Maiorca, após ter enfrentado uma batalha contra o câncer.